# 숀 레논
숀 타로 오노 레논(영어: Sean Taro Ono Lennon, 일본명: 오노 다로(일본어: 小野 太郎), 1975년 10월 9일 ~ )은 미국의 가수이자 작곡가이다. 그는 존 레논과 오노 요코 사이에서 태어난 유일한 아이이며, 대부는 엘튼 존이다. 아버지와 아버지의 전 배우자 사이에서 태어난 줄리언 레논이 그의 이복 형이고, 어머니와 어머니의 전 배우자 사이에서 태어난 쿄코 챈 로즈매리 오노 콕스는 그의 이부누나이다. 아버지는 아일랜드계 잉글랜드인이자 비틀즈의 멤버인 존 레논이며, 어머니는 일본인 오노 요코이다.

## 음반 목록

### 솔로 음반
- 1998년 《Into the Sun》
- 1999년 《Half Horse, Half Musician》
- 2006년 《Friendly Fire》

## 출연 작품
- 1988년 《문워커》 숀 역
- 1988년 《존 레논의 이매진》 본인 역